# シヴァージー6世
シヴァージー6世（Shivaji VI, 1863年4月5日 - 1883年12月25日）は、インドのデカン地方、コールハープル藩王国の君主（在位：1871年 - 1833年）。

## 生涯
1863年4月5日、ナーラーヤン・ラーオ・ボーンスレーの息子として、コールハープルで誕生した。即位前の名はディンカル・ラーオ・ボーンスレーといった。
1870年11月30日、コールハープル藩王国の君主ラージャーラーム2世が死亡すると、1871年10月21日に未亡人の妃に養子とされ、藩王位を継承した。
1883年12月25日、シヴァージー6世はアフマドナガルのアフマドナガル城で死亡した。死後、養子となったシャーフーが藩王位を継承した。